# Embajada de España en Colombia
La Embajada del Reino de España en la República de Colombia es la máxima representación legal de España en Colombia.

## Historia
El 30 de enero de 1881, en París, Colombia y España firmaron el tratado de paz y amistad que suponía el reconocimiento completo de Colombia por parte de España y una nueva era en las relaciones bilaterales.

## Embajador
El actual embajador es Joaquín María de Arístegui Laborde, quien fue nombrado por el gobierno de Pedro Sánchez el 2 de noviembre de 2021.

## La Embajada de España
El edificio de representación del Reino de España es la embajada española en Bogotá. 
La cancillería de España se encuentra en Calle 92, #12-68, Bogotá. Dentro de las instalaciones de la embajada se encuentra oficinas para la Agregaduría de Defensa, Consejería de Interior y Oficial de Seguridad. 

## Otras propiedades de la Embajada de España
Aparte, España tiene los siguientes propiedades afuera de las instalaciones de la embajada:
- Residencia de la Embajada (Calle 78, #01, Bogotá)
- Consulado General de España en Bogotá (Calle 94A, #11A-70, Bogotá)
- Oficina Económica y Comercial (Carrera 9A, # 99-07, Oficina 901, Torre La Equidad, Bogotá)
- Agregaduría de Educación (Calle 94A, #11A-70, Tercera Planta, Bogotá)
- Oficina Técnica de Cooperación - AECID (Carrera 11A, #93-67, piso 3, Bogotá)

## Galería

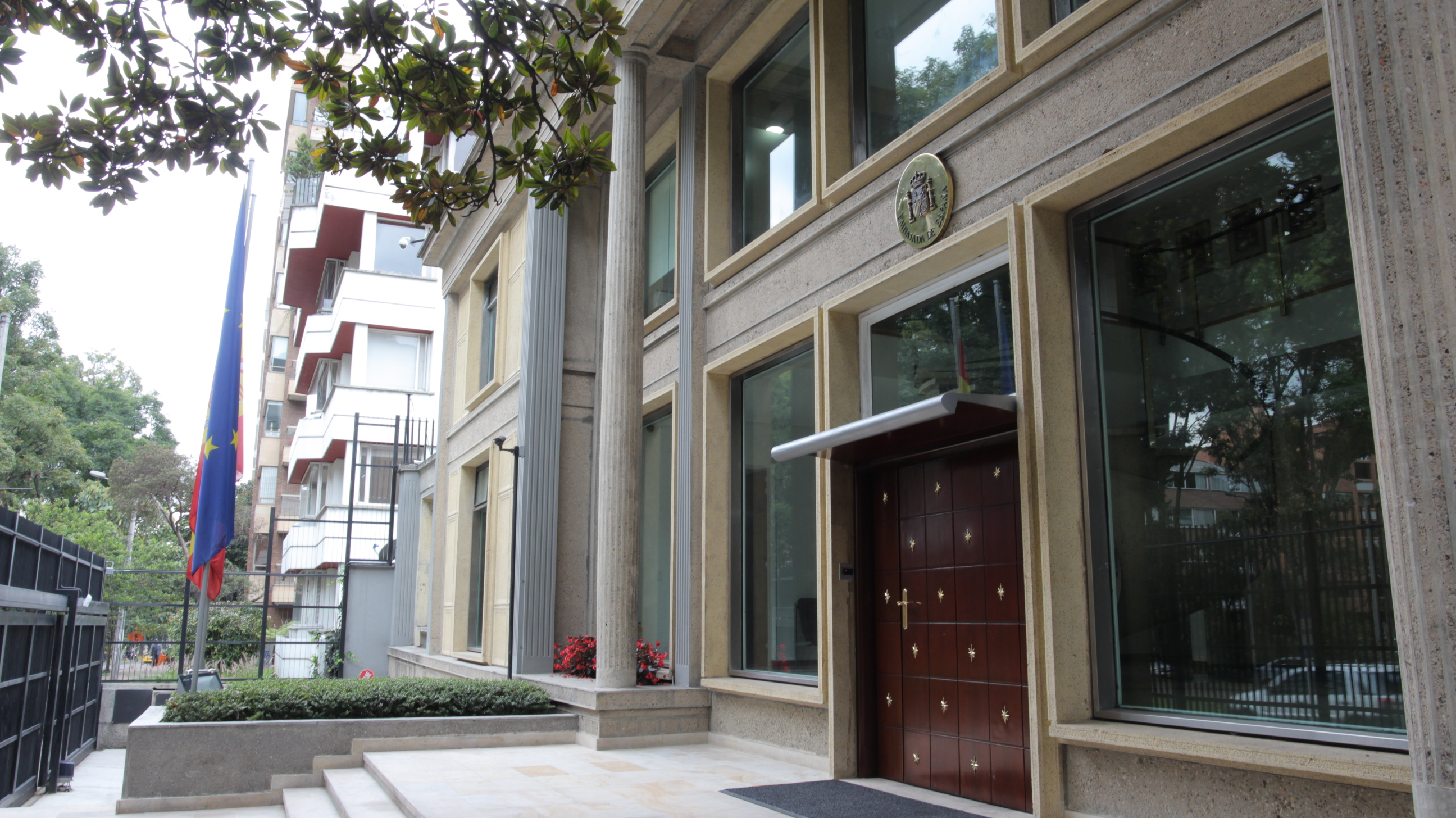
Embajada de España en Bogotá
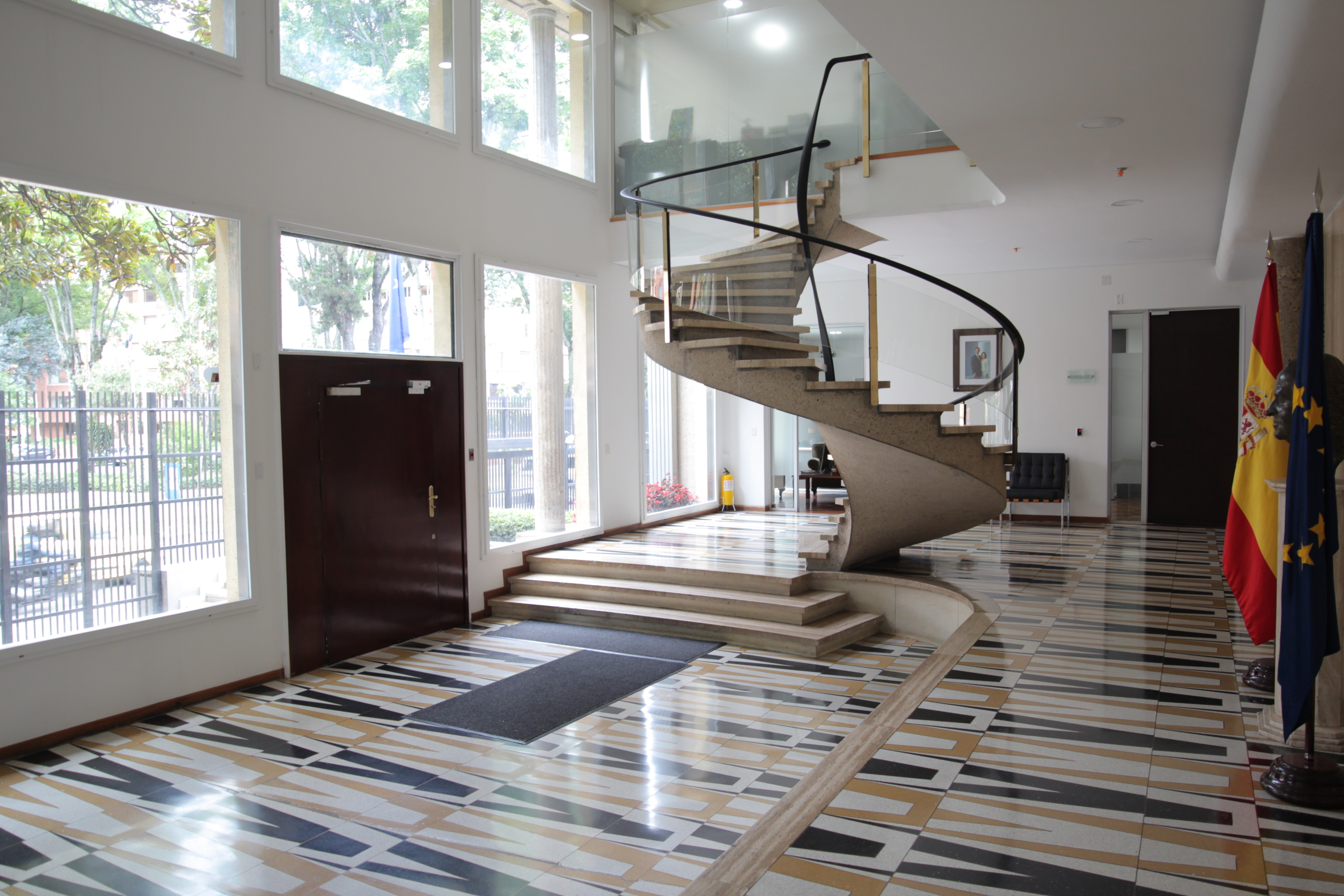
El interior de la Embajada de España